# Marko Slokar (kitarist)
Marko Slokar, slovenski skladatelj in glasbenik, * 15. november 1963, Postojna. 
Do leta 1974 je živel v Novi Gorici, nato pa se preselil v Ljubljano, kjer je zelo zgodaj odkril rock in kitaro. Je ustanovitelj in kitarist hard rock zasedbe Requiem, ter ustanovitelj ene prvih heavy metal skupin v Sloveniji - Brezno zla.